# 林檎殺人事件
「林檎殺人事件」（りんごさつじんじけん）は、 1978年6月21日に発売された郷ひろみの27作目のシングル。

## 解説
「お化けのロック」に続く、樹木希林とのデュエット曲であり、テレビドラマ『水曜劇場「ムー一族」』（TBS系列）における、コントコーナーの挿入歌。曲のタイトルとは裏腹に歌詞はコミカルなものになっている。『ザ・ベストテン』では4週連続で1位に輝き、3週目の1位となった8月24日放送時には、司会の久米宏、黒柳徹子と同じ衣装で出演。この演出は樹木の提案。1978年年間ベストテン第10位に輝いた。樹木によれば、この歌は、一般的なイメージの「素敵な男女」とは別物の凸凹ペアである樹木と郷を、雌雄の区別がない両性具有のような存在とするコンセプトである。そして、曲中のフレーズ「フニフニフニフニ」は、そのコンセプトに基づくもので、二つとない実際は一つと言う『不二』を意味するものという。歌のイメージやコンセプトは、『ムー一族』のプロデューサーだった久世光彦によるものであり「フニフニフニフニ」も、久世による言葉遊び。作詞の阿久悠は、久世から作詞を依頼された際コンセプトも聞かされ「それだけ出来てるなら自分で書けばいい」と答えたという。曲中の物語は、探偵が気を失った場面で終わっており、結局殺人事件は解決していない。

## 収録曲
全曲　作詞：阿久悠／作曲・編曲：穂口雄右
1. 林檎殺人事件 （4分19秒）／郷ひろみ・樹木希林
2. また会える? （3分46秒）／郷ひろみ

## カバー
- モダンチョキチョキズ（アルバム『くまちゃん』）
- モーニング娘。（カバー・アルバム『COVER YOU』）
- 安藤裕子（カバー・アルバム『大人のまじめなカバーシリーズ』）